# Колска АЕЦ
Колската АЕЦ (на руски: Кольская АЭС) е атомна електроцентрала в Русия. Разположена е в Мурманска област, на около 170 km южно от Мурманск. Близкото атомно градче Полярние Зори е основано, когато започва строителството на атомната електроцентрала. Разполага с четири действащи ВВЕР-440 реактора.
Това е първата АЕЦ, построена зад полярния кръг. Ако се изключи плаващата електроцентрала „Академик Ломоносов“, то Колската АЕЦ е най-северната атомна електроцентрала, помещаваща се в неподвижна сграда.